# Lesogorskij
Lesogorskij è una cittadina della Russia europea nordoccidentale, situata nella oblast' di Leningrado (rajon Vyborgskij).
Sorge nella parte nordoccidentale della oblast', sul fiume Vuoksa, 185 km a nordovest di San Pietroburgo.
Fino al 1948 appartenne alla Finlandia, con il nome di Jääski (Jäskis in svedese).